# Quintilla
Quintilla (Frigia, II secolo – III secolo) è stata una profetessa del movimento religioso oggi noto come Montanismo.
La setta dei Quintilliani prese il nome da lei.
Sebbene le date esatte siano sconosciute, Quintilla probabilmente non fu contemporanea dei tre fondatori del montanismo, Montano, Massimilla e Prisca, ma fu attiva alcuni decenni dopo. Probabilmente assunse la guida della comunità all'inizio del III secolo d.C., dopo la morte di Montano e Massimilla, forse assieme ad un'anziana Prisca. Ciononostante la sua influenza fu grande, sicuramente la più importante fra i profeti del montanismo venuti dopo i tre fondatori.  
Epifanio di Salamina, un forte oppositore del montanismo, fornisce l'unico resoconto sopravvissuto della Cristofania di Quintilla nel suo Panarion, parte 49 L'apparizione è stata attribuita sia a lei che a Prisca, anche se è più probabile che il racconto si riferisca a Quintilla. Mentre era a Pepuza, Gesù Cristo sotto forma di una donna in una veste luminosa la visitò in sogno, le impartì saggezza e le rivelò che Pepuza era un luogo santo, sede della Gerusalemme celeste.
Non ci sono libri né raccolte di detti attribuiti a Quintilla, ma i suoi seguaci mantennero viva la sua memoria e la sua dottrina molto tempo dopo la sua morte. La pratica di tatuare un simbolo cristiano sul corpo dei nuovi battezzati potrebbe essere stata introdotta da Quintilla sulla base di interpretazioni di passi biblici come: "Il vincitore lo porrò come una colonna nel tempio del mio Dio e non ne uscirà mai più. Inciderò su di lui il nome del mio Dio e il nome della città del mio Dio, della nuova Gerusalemme che discende dal cielo, da presso il mio Dio, insieme con il mio nome nuovo. (Apocalisse 3:12)", la cui interpretazione letteraria vede i cristiani ricevere un "marchio di Dio".
Epifanio dice che i seguaci di Quintilla spostavano a Pepuza per i loro riti di iniziazione. I Quintilliani avevano un clero femminile, che difesero appellandosi allo status di profetessa di Miriam e alle quattro figlie di Filippo che erano anch'esse profetesse. Epifanio scrive anche della loro credenza che Eva fosse stata saggia ad aver mangiato il frutto dell'Albero della conoscenza, il che suggerisce che i Quintilliani successivi avessero adottato certi insegnamenti gnostici. 
Per Epifanio, i Quintilliani sono sinonimi dei Priscilliani, dei Frigi, dei Montanisti e dei Pepuziani e delle sette sorelle degli Artotiriti e dei Tascodrugiti. Anche Agostino d'Ippona e Giovanni Damasceno menzionano i Quintilliani tra le sette montaniste che continuarono a predicare ben dopo la morte dei fondatori. Secondo il Praedestinatus, che fu probabilmente composto durante il papato di Sisto III (432-440), c'erano due chiese a Pepuza, una dedicata a Priscilla e un'altra dedicata a Quintilla.